# Roman Josi
Roman Josi (ur. 1 czerwca 1990 w Bernie) – szwajcarski hokeista, reprezentant Szwajcarii, olimpijczyk.

## Kariera klubowa
- SC Bern U20 (2005-2009)
- SC Bern (2007-2010)
  -  Young-Sprinters HC (2008)
  -  Szwajcaria U-20 (2008)
- Milwaukee Admirals (2010-2011)
- Nashville Predators (2012-)
  -  SC Bern (2012-2013)

Wychowanek SC Bern. W drafcie NHL z 2008 został wybrany przez Nashville Predators, jednak do 2010 roku występował w macierzystym klubie. W maju 2010 podpisał kontrakt z Nashville Predators, zaś we wrześniu 2010 został przekazany do zespołu farmerskiego, Milwaukee Admirals w lidze AHL, z którym rozegrał sezon 2010/2011. W listopadzie 2011 został wezwany do Nashville, po czym zadebiutował w NHL w sezonie 2011/2012 i od tego czasu występuje w tych rozgrywkach. Od września 2012 do stycznia 2013 roku na okres lokautu w sezonie NHL (2012/2013) związany kontraktem z macierzystym SC Bern. W czerwcu 2013 podpisał nowy, siedmioletni kontrakt z Nashville, opiewający na sumę 28 mln dolarów. W październiku 2019 podpisał kontrakt na osiem lat

## Kariera reprezentacyjna
Został reprezentantem Szwajcarii. Występował w kadrach juniorskich kraju na mistrzostwach świata do lat 18 w 2007, 2008 oraz do lat 20 w 2007, 2008 (Elita), 2009 (Dywizja I Grupa A), 2010 (Elita). W kadrze seniorskiej uczestniczył w turniejach mistrzostw świata 2009, 2010, 2012, 2013, 2014, 2015, 2018, 2019, zimowych igrzysk olimpijskich 2014. W barwach zespołu Europy brał udział w turnieju Pucharu Świata 2016.
Na turnieju MŚ Elity 2013 został uznany Najbardziej Wartościowym Zawodnikiem (MVP) turnieju
.

## Sukcesy
Reprezentacyjne
- Awans do elity mistrzostwa świata juniorów do lat 20: 2009
- Srebrny medal mistrzostw świata: 2013, 2018
- Finał Pucharu Świata: 2016 z kadrą Europy

Klubowe
- Złoty medal mistrzostw Szwajcarii: 2010, 2013 z SC Bern
- Mistrzostwo dywizji AHL: 2011 z Milwaukee Admirals

Indywidualne
- Mistrzostwa świata do lat 18 w hokeju na lodzie mężczyzn 2008:
  - Jeden z trzech najlepszych zawodników reprezentacji
- Mistrzostwa Świata Juniorów w Hokeju na Lodzie 2009/I Dywizja#Grupa A:
  - Pierwsze miejsce w klasyfikacji strzelców wśród obrońców turnieju: 3 gole[7]
  - Pierwsze miejsce w klasyfikacji kanadyjskiej wśród obrońców turnieju: 5 punktów
  - Najlepszy obrońca turnieju[8]
- Mistrzostwa Świata w Hokeju na Lodzie 2013/Elita:
  - Dziesiąte miejsce w klasyfikacji kanadyjskiej turnieju: 9 punktów
  - Pierwsze miejsce w klasyfikacji strzelców wśród obrońców turnieju: 4 gole
  - Trzecie miejsce w klasyfikacji asystentów wśród obrońców turnieju: 5 asyst
  - Pierwsze miejsce w klasyfikacji kanadyjskiej wśród obrońców turnieju: 9 punktów[9]
  - Jeden z trzech najlepszych zawodników reprezentacji[10]
  - Skład gwiazd turnieju[11]
  - Najlepszy obrońca turnieju[12]
  - Najbardziej Wartościowy Zawodnik (MVP) turnieju
- Mistrzostwa Świata w Hokeju na Lodzie 2014/Elita:
  - Trzecie miejsce w klasyfikacji kanadyjskiej wśród obrońców turnieju: 7 punktów
- Mistrzostwa Świata w Hokeju na Lodzie 2014/Elita:
  - Jeden z trzech najlepszych zawodników reprezentacji na turnieju[13]
- Mistrzostwa Świata w Hokeju na Lodzie 2015/Elita:
  - Jeden z trzech najlepszych zawodników reprezentacji na turnieju[14]
- Mistrzostwa Świata w Hokeju na Lodzie 2019/Elita:
  - Jeden z trzech najlepszych zawodników reprezentacji w turnieju[15]